# 니컬러스 리들리
니컬러스 리들리(영어: Nicholas Ridley, 1500년경-1555년 10월 16일)는 성공회 주교이자 메리 1세의 박해로 화형당한 순교자이다. 세계성공회공동체에서는 그가 순교한 10월 16일을 기념한다.